# Clara Burel
 Clara Burel (født 24. marts 2001 i Rennes) er en fransk tennisspiller. Hendes højeste rankering på WTAs verdensrangliste i single er en 551 plads, som hun opnåede 7. januar 2019.
Hendes bedste resultat på ITF Junior Circuit er en finaleplads ved Australian Open 2018, hvor hun tabte til Liang En-shuo fra Taiwan med 3-6, 4-6.
Burel fik debut ved en senior Grand Slam i 2018, da hun sammen med makker Diane Parry fik et wildcard til doubleturneringen ved French Open, hvor de tabte i 1. runde. I damesingle tabte Burel i første kvalifikationsrunde.
Ved US Open 2018 tabte hun juniorenes singlefinale til Wang Xiyu.